# Throphu-Kagyü
| Tibetische Bezeichnung                                          |
| --------------------------------------------------------------- |
| Tibetische Schrift: ཁྲོ་ཕུ་བཀའ་བརྒྱུད་                                |
| Wylie-Transliteration: khro phu bka’ brgyud                     |
| Aussprache in IPA: [ʈʂʰopʰu kacy]                               |
| Offizielle Transkription der VRCh: Chopu Ga’gyü                 |
| THDL-Transkription: Tropu Kagyü                                 |
| Andere Schreibweisen: Throphu-Kagyü, Tropu Kagyu, Throphu Kagyu |
| Chinesische Bezeichnung                                         |
| Traditionell: 綽浦噶舉派、綽浦噶舉、超浦噶舉                    |
| Vereinfacht: 绰浦噶举派、绰浦噶举、超浦噶举                     |
| Pinyin:Chuòpǔ Gájǔ pài, Chuòpǔ Gájǔ; Chāopǔ Gájǔ                |

Die Throphu-Kagyü-Schule ist eine der Acht kleinen Schulen der Kagyü-Schultradition des tibetischen Buddhismus. Sie wurde von Phagmo Drupa Dorje Gyelpos Schüler Gyeltsha Rinchen Gön (tib.: rgyal tsha rin chen mgon; 1118–1195) gegründet. Ein bedeutender Übersetzer dieser Tradition war der Throphu Lotsawa Champa Pel (tib.: khro phu lo tsA ba byams pa dpal; 1173–1225), der im Throphu-Kloster im Gebiet von Tsang (Kreis Sa’gya, Xigazê) wirkte. Seine Gespräche wurden niedergeschrieben und in einem Text daraus, den Hundert Upadeśhas, ist Gampopas Lehre über den Fünfteiligen Mahamudra-Pfad überliefert. In der Mitte des 19. Jahrhunderts sammelte Jamgön Kongtrül Lodrö Thaye dann verschiedene mündlich weitergegebene Lehren, darunter auch die der Kagyü, und veröffentlichte sie in seiner Schrift Schatz der mündlichen Unterweisungen (tib.: gdams ngag mdzod). Die Lehren der Throphu-Kagyü gingen größtenteils in denen anderer Kagyü-Schulrichtungen auf.
Der Gründer des Shalu-Tradition, Butön Rinchen Drub, war zunächst in der Throphu-Kagyü-Schule ausgebildet worden.